# Neufahrn bei Freising

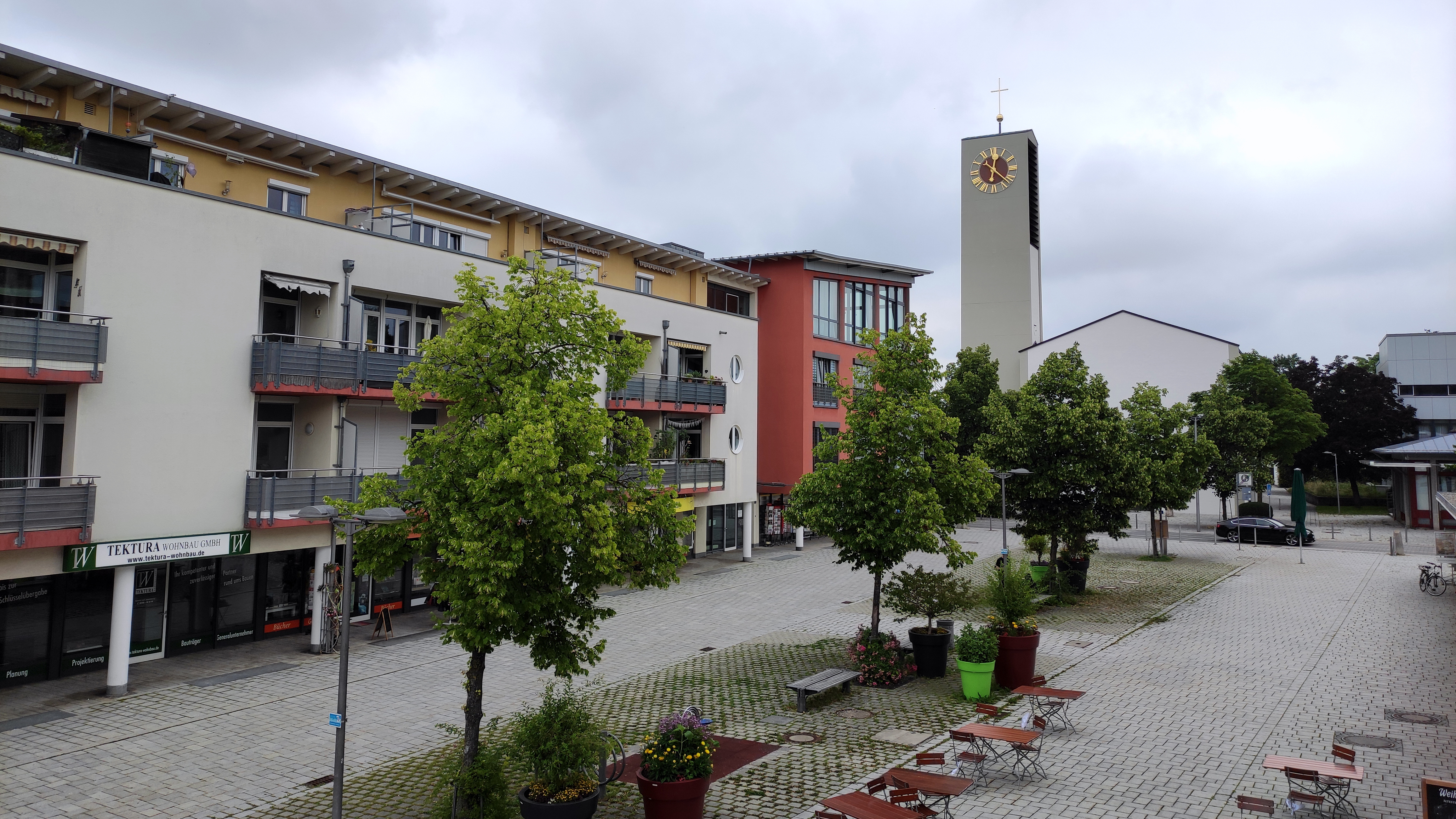
Marktplatz von Neufahrn bei Freising

Neufahrn bei Freising (amtlich: Neufahrn b.Freising) ist eine Gemeinde im oberbayerischen Landkreis Freising. In der örtlichen bairischen Mundart wird der Ort als Neifahrn bezeichnet. Neufahrn liegt links der Isar an der Grenze zwischen der Münchner Schotterebene und dem tertiären Donau-Isar-Hügelland, ca. 10 km südlich von Freising und knapp 20 km nordöstlich der bayerischen Landeshauptstadt München.

## Geographie

### Geographische Lage
Der Hauptort Neufahrn liegt im Norden der Münchner Schotterebene in einer historischen Heidelandschaft und markiert den höchsten Punkt einer Schotterzunge, die bis zum Massenhausener Moos reicht. Nach Norden schließt sich das Freisinger Moos an. Die Landschaft um Neufahrn und Mintraching/Grüneck ist nahezu völlig flach und fällt nur leicht nach Norden ab. Die nördlichen Ortsteile grenzen an das tertiäre Hügelland, Hetzenhausen liegt auf einem Höhenzug zwischen dem Isar- und Ampertal und ist mit 499 m ü. NHN der höchstgelegene Gemeindeteil. Östlich der Gemeinde, weniger als 3 km vom Ortszentrum Neufahrn und nur einige hundert Meter von Mintraching entfernt, fließt die Isar. Die Gemarkung ist umgeben von einigen Natur- und Landschaftsschutzgebieten, darunter die Garchinger Heide, die Echinger Lohe und das Echinger Gfild.
Etwa 15 % der Bodenfläche sind Siedlungs- und Verkehrsfläche. Der restliche Anteil besteht fast zur Gänze aus landwirtschaftlichen Nutzflächen. Innerhalb der Gemarkung gibt es kein geschlossenes Waldstück.
Nördlich von Neufahrn entstanden Anfang der 1970er Jahre die Neufahrner Mühlseen, drei Baggerseen, um den für den Bau der Autobahn nach Deggendorf benötigten Bedarf an Kies zu decken. Den Mühlseen fehlte zunächst jede Infrastruktur, 1983 begannen die Ausbaumaßnahmen für das Erholungsgebiet. Der mit etwa 9 Hektar größte See wurde als Sportsee ausgewiesen, der 4,1 ha große See als Badesee gestaltet und der mit 3,6 Hektar kleinste See blieb der Natur vorbehalten. Der am nordöstlichen Ortsrand von Neufahrn gelegene Galgenbachweiher (ca. 0,7 ha Wasserfläche) ist der Rest des einstigen Galgenbachs, der beim Bau der Bahnlinie München–Landshut im Jahre 1858 zugeschüttet wurde. Die Bauern der Umgebung bauten Kies ab, später diente er dann als Versuchsteich für die Karpfenzucht. In den 1970er Jahren wurde der Galgenbachweiher rekultiviert und dem Neufahrner Freizeit- und Sportpark angegliedert.

### Gemeindegliederung
Es gibt acht Gemeindeteile (in Klammern ist der Siedlungstyp angegeben):
- Fürholzen (Kirchdorf)
- Giggenhausen (Kirchdorf)
- Hetzenhausen (Kirchdorf)
- Massenhausen (Pfarrdorf)
- Mintraching (Grüneck) (Kirchdorf)
- Moosmühle (Dorf)
- Neufahrn b.Freising (Industrieort)
- Schaidenhausen (Dorf)

### Nachbargemeinden
Folgende Städte und Gemeinden grenzen an die Gemeinde: Im Norden Fahrenzhausen und Kranzberg, im Nordosten Freising, im Osten Hallbergmoos und im Süden und Westen Eching.

### Klima
Die Gemeinde Neufahrn liegt im Übergangsbereich zwischen dem feuchten atlantischen und dem trockenen Kontinentalklima. Das Klima ist ganzjährig humid mit einem Jahresmittel von etwa 8 Grad Celsius und 800 mm Niederschlägen. Das Wetter ist relativ wechselhaft, die Hauptniederschläge fallen, wie in Süddeutschland üblich, im Sommer. In der Regel sind die Windgeschwindigkeiten gering, häufig ist es windstill. Der Föhn bringt das ganze Jahr hindurch aus südlicher Richtung unregelmäßig warme, trockene Luftströmungen. Damit verbunden ist eine sehr gute Fernsicht, so dass die Nördlichen Kalkalpen deutlich zu sehen sind.

## Geschichte

### Gemeindeteile
Neufahrn

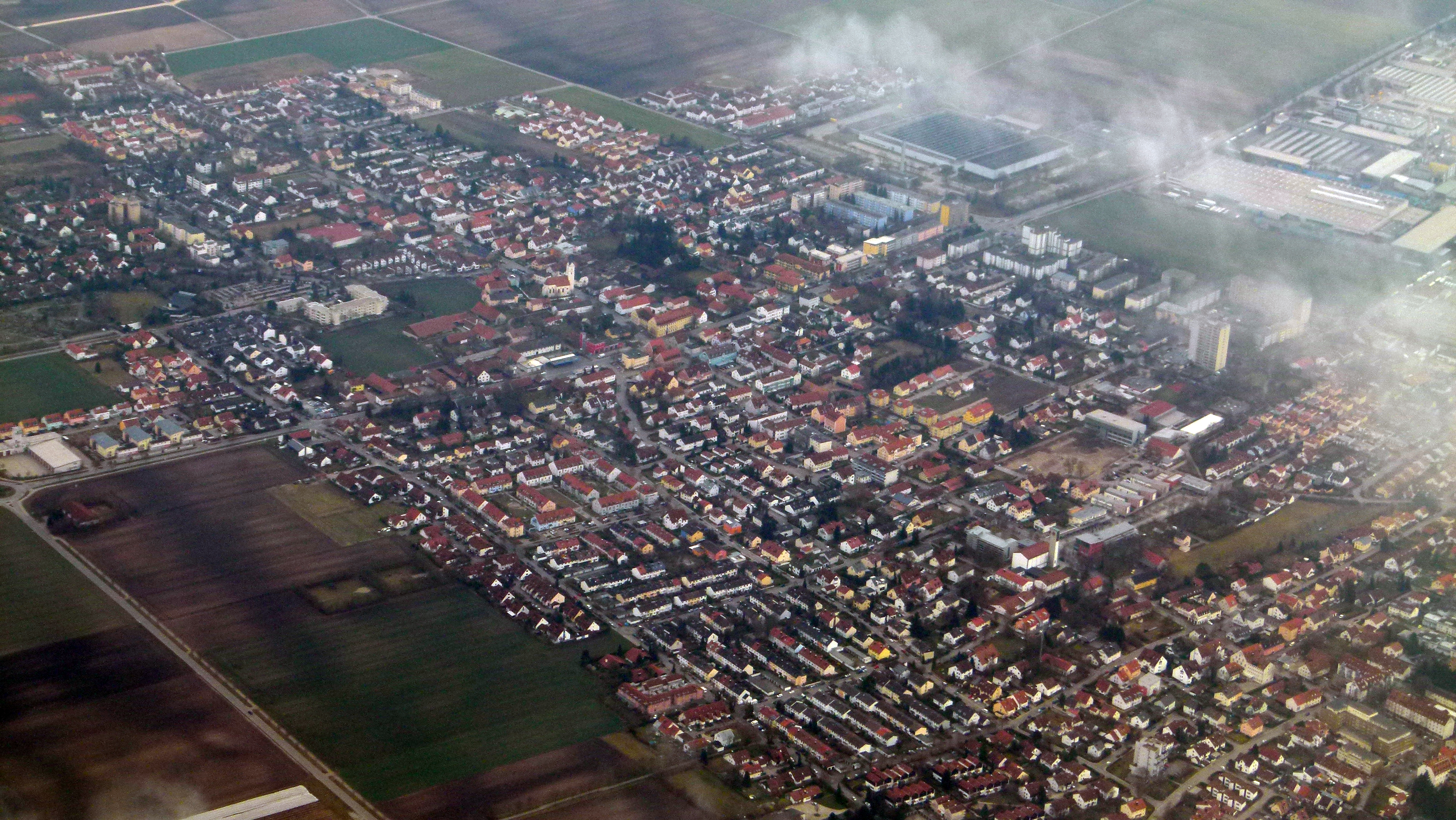
Luftbild von Neufahrn

Der einwohnerstärkste Gemeindeteil ist der Hauptort Neufahrn. Die erste urkundliche Erwähnung findet sich 804 n. Chr. mit dem Namen „Niwiwara“, was so viel bedeutet wie „bei den sich neu ansiedelnden Familien“. Geprägt wird der Neufahrner Ortskern durch zwei Hauptstraßen (Bahnhofstraße und Echinger Straße), entlang denen sich ein Großteil der örtlichen Infrastruktur sammelt. Als zweiter Kern existiert das direkt an Eching angrenzende Industriegebiet.
Mintraching/Grüneck

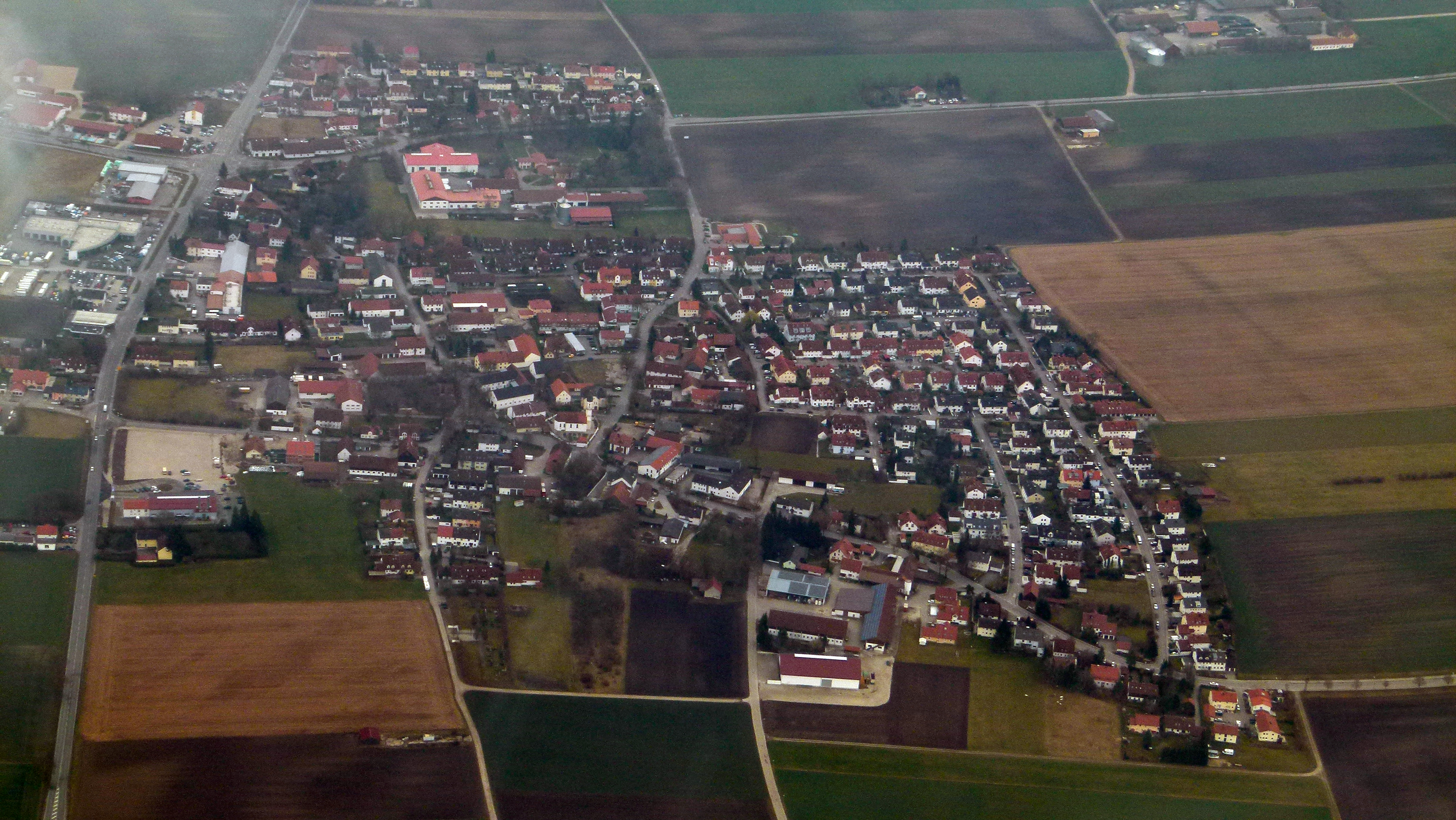
Luftbild von Mintraching (Grüneck)

Der heute größte Gemeindeteil ist das nur etwa einen Kilometer östlich vom Hauptort gelegene Mintraching/Grüneck. Der Ort in seiner heutigen Form entstand, als die beiden früher getrennten Orte Mintraching und Grüneck zusammenwuchsen. Davon zeugen heute noch Ortsschilder mit unterschiedlichen Namen, je nachdem von welcher Richtung man in den Ort kommt. Erste urkundliche Erwähnungen datieren aus den Jahren 762 und 764 n. Chr. Damals nannte man es „Munrihhinga“ oder „Munirinchingun“. Geprägt wird das Ortsbild durch die Kirche Hl. Margarethe. Sie ist ein spätgotischer Bau, der im 18. Jahrhundert barockisiert wurde und eine Zwiebelhaube erhielt. Das Dorf war bis in die Nachkriegszeit bäuerlich geprägt, heute entsteht ein neues Gewerbegebiet mit einem Logistikpark.

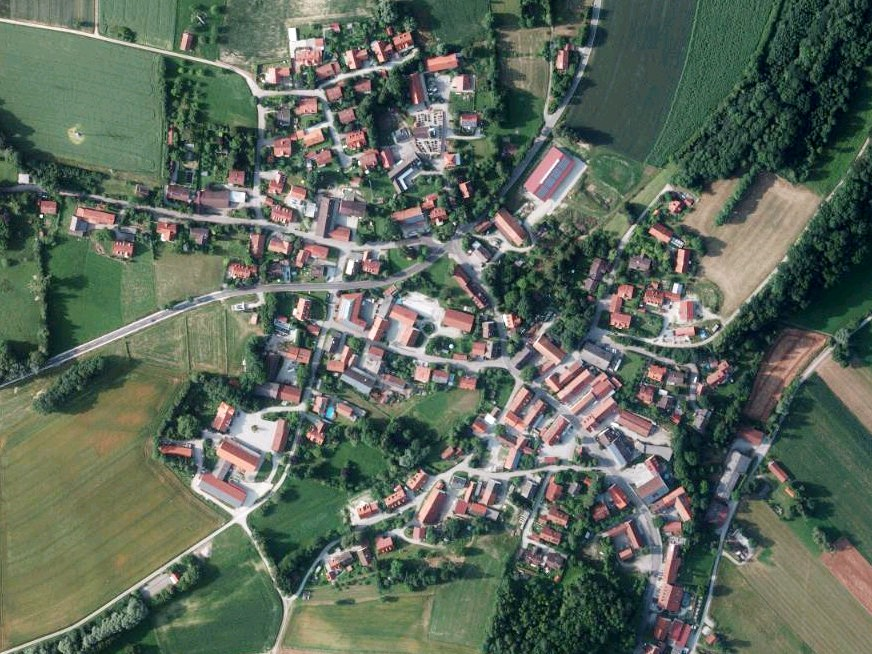
Giggenhausen
Ein erster Siedler namens Gueticho gab Giggenhausen (Guetichenhusen) vermutlich seinen Namen. Giggenhausen war schon zu frühesten Zeiten Pfarrsitz. Erst 1390 wurde das Gotteshaus Filialkirche der Massenhausener Pfarrei. Das Dorf hatte wie all die umliegenden Orte schwer unter den verheerenden Folgen des Dreißigjährigen Krieges zu leiden. Dem Diplomaten und Domherren Puech, der zugleich Pfarrherr in Massenhausen war, gelang es in den letzten Kriegsjahren noch schlimmeres Unheil abzuwenden. Er erwirkte Schutzbriefe, einerseits vom schwedischen Feldherrn Wrangel, andererseits vom französischen Befehlshaber Turenne, für die Ortschaften um Freising. Der österreichische Erbfolgekrieg trieb Giggenhausen rund hundert Jahre später erneut in den Ruin. 1745 lagerten an die 22.000 Mann in den Dörfern von Daitenhausen bis Hohenbachern und im Gfild. Den Bauern blieb kaum mehr ein Stück Brot zum Essen. Schließlich setzten Napoleons durchziehende Truppen den Dörflern in der Zeit um 1805 hart zu. Dennoch gelang es dem gebeutelten Dorf 1837 eine eigene Schule einzurichten. Die Gemeinde Giggenhausen, zu der neben Giggenhausen auch Schaidenhausen und die Moosmühle gehörten, kam am 1. Januar 1972 nach Massenhausen. Mit diesem kam es am 1. Mai 1978 zu Neufahrn. Von 1963 bis 1992 lag zwischen Giggenhausen und Pulling der Segelflugplatz Lange Haken, der aber auf Grund der Lage in der Einflugschneise des Münchner Flughafens geschlossen werden musste.
Massenhausen
Die Geschichte von Massenhausen wird zunächst vom Massenhausener Adelsgeschlecht bestimmt. Deren Grundherrschaft erstreckte sich immerhin über Schloss Massenhausen, Schloss Täsingen (Dasing), über Gruppen von Höfen oder einzelne Liegenschaften in den umliegenden Ortschaften. 887 bis 895 finden sich in alten Dokumenten erste Erwähnungen des Wohnsitzes „Massinhuson“. 1499 kam Massenhausen an das Domstift Freising, zur Gemeinde Neufahrn im Jahre 1820. In der zweiten Hälfte des 19. Jahrhunderts gelang es, durch die Regulierung von Moosach und Mauka gutes Acker- und Weideland zu gewinnen. Der reiche Kirchenschatz der gotischen Pfarrkirche Zu unserer lieben Frau zeugt vom ehemaligen Glanz der Massenhausener Schlossherren. Die Ausstattung der Kirche ist auch ansonsten bemerkenswert.
Massenhausen hat am 1. Januar 1972 das bis dahin selbständige Giggenhausen eingemeindet und kam am 1. Mai 1978 nach Neufahrn.

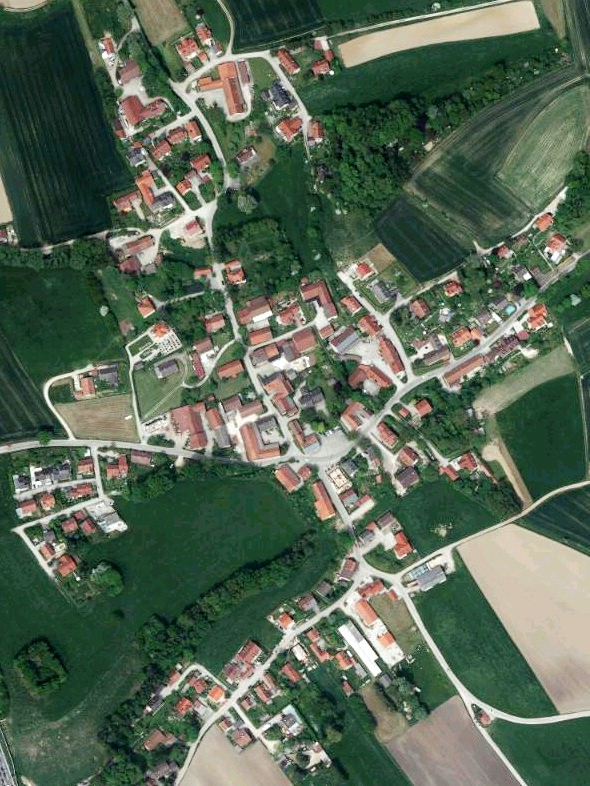
Fürholzen
Fürholzen ist ein paar Kilometer nordwestlich Neufahrns am Rande des tertiären Hügellandes gelegen. Die erste urkundliche Erwähnung von Furiholci („vor dem Holz“, vor dem Wald) datiert aus dem Jahr 772. In diese Zeit fällt auch die Gründung der Pfarrei und der Bau der ersten Kirche. Die Pfarrei wurde als Pfründe an Freisinger Domgeistliche vergeben und zunächst von Hilfspriestern und Vikaren betreut. Die geistlichen Herren waren es auch, die Fürholzens Entwicklung jahrhundertelang maßgeblich prägten. 1723 wurde die neue Pfarrkirche St. Stephanus in barockem Stil erbaut. 1852 eröffnete die erste Schule.
In Fürholzen versteckte sich Robert Lembke von September 1944 bis zum Kriegsende 1945. Fürholzen gehörte zur Gemeinde Massenhausen, die am 1. Mai 1978 an Neufahrn angeschlossen wurde.
Hetzenhausen
Keltische Funde beweisen, dass am Ort von Hetzenhausen schon um 450 v. Chr. Menschen siedelten. Schwierig ist es für die Heimatforscher, die erste urkundliche Erwähnung des Dorfes aus den vorhandenen, frühen Aufzeichnungen herauszufiltern. Die Namen Zezinhusir, Zezinhusa, Hezinhusa oder Zezinhusen finden sich häufig. Doch ist nicht klar, ob Hetzenhausen oder Etzenhausen im Landkreis Dachau gemeint ist. Eindeutig belegen lässt es sich nicht, aber vieles spricht dafür, dass Hetzenhausen im hohen Mittelalter einen bedeutenden Sohn hatte. Neidhart von Reuental gehörte zu den berühmtesten Dichtern und Minnesängern seiner Zeit. Der bauliche Kern der heutigen Hetzenhausener Dorfkirche St. Martin stammt aller Wahrscheinlichkeit nach aus der zweiten Hälfte des 13. Jahrhunderts. Ein Umbau wurde 1709 vorgenommen. Der skulpturale Schmuck St. Martins ist sehenswert. Er wird Meistern der Münchner Schule gegen Ende des 15. Jahrhunderts zugeschrieben. Hetzenhausen gehörte zur Gemeinde Massenhausen, die am 1. Mai 1978 an Neufahrn angeschlossen wurde.

### Einwohnerentwicklung
Zwischen 1988 und 2018 wuchs die Gemeinde von 14.610 auf 20.223 um 5.613 Einwohner bzw. um 38,4 %.
| Datum              | Einwohner |
| ------------------ | --------- |
| 1. Dezember 1840   | 1.114     |
| 1. Dezember 1871   | 1.479     |
| 1. Dezember 1900   | 1.676     |
| 16. Juni 1925      | 2.167     |
| 17. Mai 1939       | 2.108     |
| 13. September 1950 | 3.247     |
| 6. Juni 1961       | 4.007     |
| 27. Mai 1970       | 8.735     |
| 25. Mai 1987       | 14.120    |
| 31. Dezember 1991  | 15.255    |
| 31. Dezember 1995  | 15.836    |
| 31. Dezember 2004  | 18.415    |
| 31. Dezember 2010  | 19.046    |
| 9. Mai 2011        | 18.392    |
| 31. Dezember 2015  | 19.468    |
| 31. Dezember 2018  | 20.223    |

Einwohnerentwicklung von Neufahrn bei Freising von 1840 bis 2018 nach nebenstehender Tabelle

Quelle: Bayerisches Landesamt für Statistik und Datenverarbeitung / Gemeinde Neufahrn

## Politik

### Gemeinderat
Die Kommunalwahlen 2002, 2008, 2014 und 2020 führten zu den folgenden Ergebnissen:
| Partei / Wählergruppe | 2002 | 2008 | 2014 | 2020 |
| Grüne                 | 1    | 2    | 4    | 8    |
| CSU                   | 7    | 6    | 6    | 7    |
| SPD                   | 4    | 4    | 3    | 3    |
| ÖDP                   | 1    | 1    | 1    | 2    |
| AfD                   | –    | –    | –    | 1    |
| FDP                   | 1    | 2    | 2    | 1    |
| Freie Wähler          | 10   | 9    | 5    | 6    |
| Bürger für Neufahrn   | –    | –    | 3    | 2    |
| Gesamt                | 24   | 24   | 24   | 30   |

| Partei / Wählergruppe | 2002   | 2008   | 2014   | 2020   |
| Grüne                 | 05,7 % | 10,5 % | 18,7 % | 27,6 % |
| CSU                   | 29,7 % | 24,8 % | 24,8 % | 23,2 % |
| SPD                   | 15,8 % | 14,0 % | 14,0 % | 09,8 % |
| ÖDP                   | 04,6 % | 05,6 % | 05,3 % | 06,1 % |
| AfD                   | –      | –      | –      | 04,6 % |
| FDP                   | 05,9 % | 07,1 % | 06,3 % | 02,9 % |
| Linke                 | –      | –      | –      | 01,0 % |
| Freie Wähler          | 38,3 % | 38,0 % | 18,8 % | 18,2 % |
| Bürger für Neufahrn   | –      | –      | 11,9 % | 06,7 % |
| Gesamt                | 100 %  | 100 %  | 100 %  | 100 %  |

### Erster Bürgermeister
Zum Ersten Bürgermeister wurde 2014 Franz Heilmeier von Bündnis 90/Die Grünen in der Stichwahl mit 59,07 % gewählt. Er ist damit der erste Bürgermeister der Partei Bündnis 90/Die Grünen im Landkreis Freising. Bei der Kommunalwahl 2020 wurde er als einer von sechs Bewerbern mit 50,65 % der gültigen Stimmen im Amt bestätigt.

### Gemeindepartnerschaften
Neufahrn hat im Jahre 1983 eine Partnerschaft mit Gardolo, einem Stadtteil im Norden der norditalienischen Stadt Trient, geschlossen.

### NordAllianz
Neufahrn ist Mitglied in der NordAllianz – Metropolregion München Nord.

### Wappen
| Wappen von Neufahrn bei Freising | Blasonierung: „In Grün ein aus einer flachen halben, goldenen Spitze, darin ein golden durchbohrtes schwarzes 10-faches Zahnrad mit goldenem Ring, ein wachsendes goldenes Wiederkreuz mit gelängten Seitenarmen.“ |
| Wappen von Neufahrn bei Freising | Wappenbegründung: Das Wappen der Gemeinde Neufahrn setzt sich aus zwei Teilen zusammen, wobei der obere das alte und der untere Teil das moderne Neufahrn symbolisiert. Der obere Teil besteht aus einem gelben Kreuz auf grünem Grund und stellt die alte Gemeinde Neufahrn dar. Das Kreuz ist das Wilgefortis-Kreuz, welches sich auch am Hauptaltar der St. Wilgefortis in Neufahrn befindet. Das Grün im Wappen nimmt Bezug auf die Heidelandschaft – das sogenannte „Gfild“, auf dem Neufahrn liegt. Der untere Teil des Schildes mit schwarzem Zahnrad in goldener Spitze stellt symbolisch die Ansiedlung von Handwerk und Gewerbe auf goldenem Boden dar. |

## Baudenkmäler

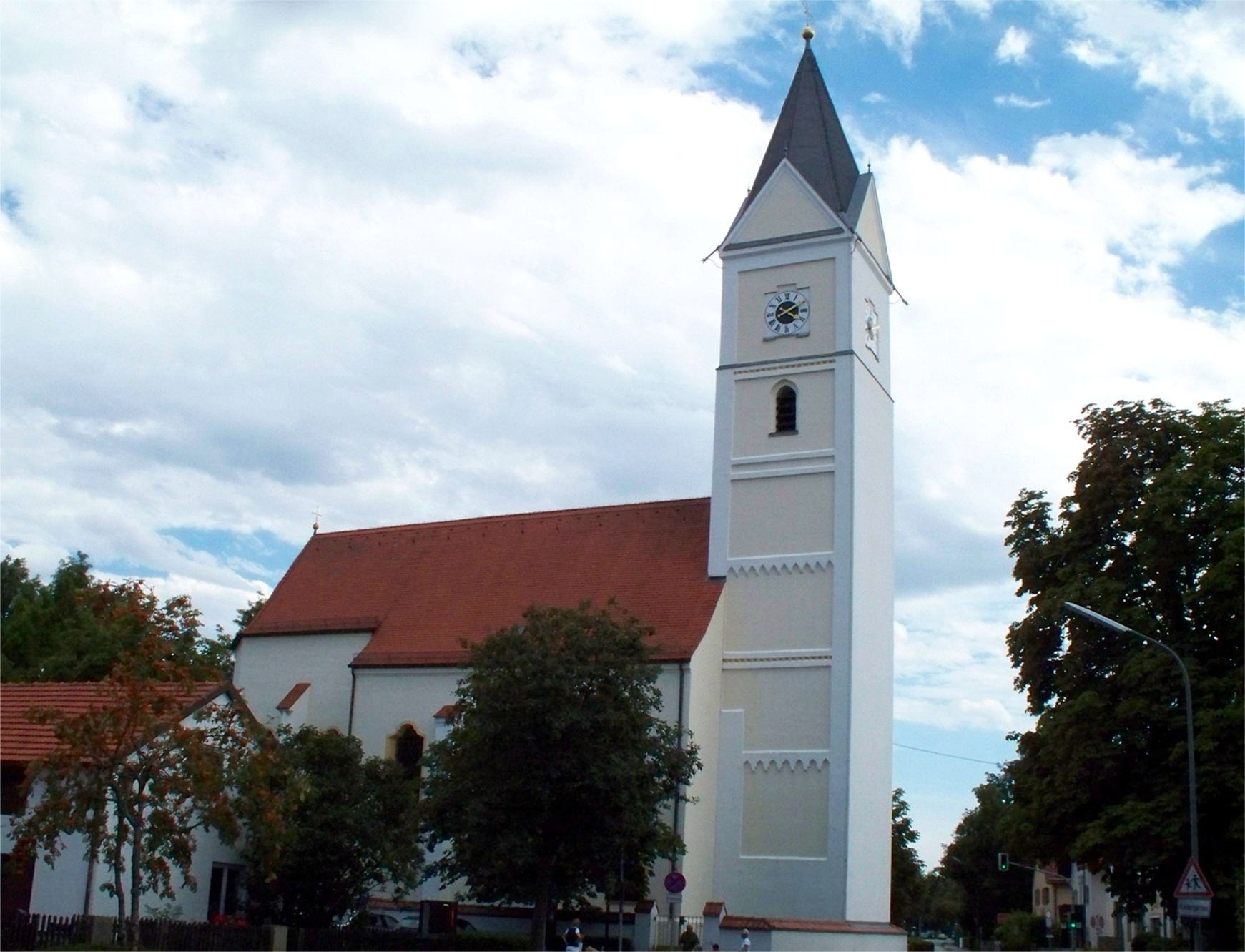
Alte Kirche St. Wilgefortis

Die alte Pfarr- und Wallfahrtskirche St. Wilgefortis stammt aus dem 14./15. Jahrhundert und wurde 1499 geweiht. Sie wurde 1715 barockisiert.

## Wirtschaft und Infrastruktur

### Verkehr

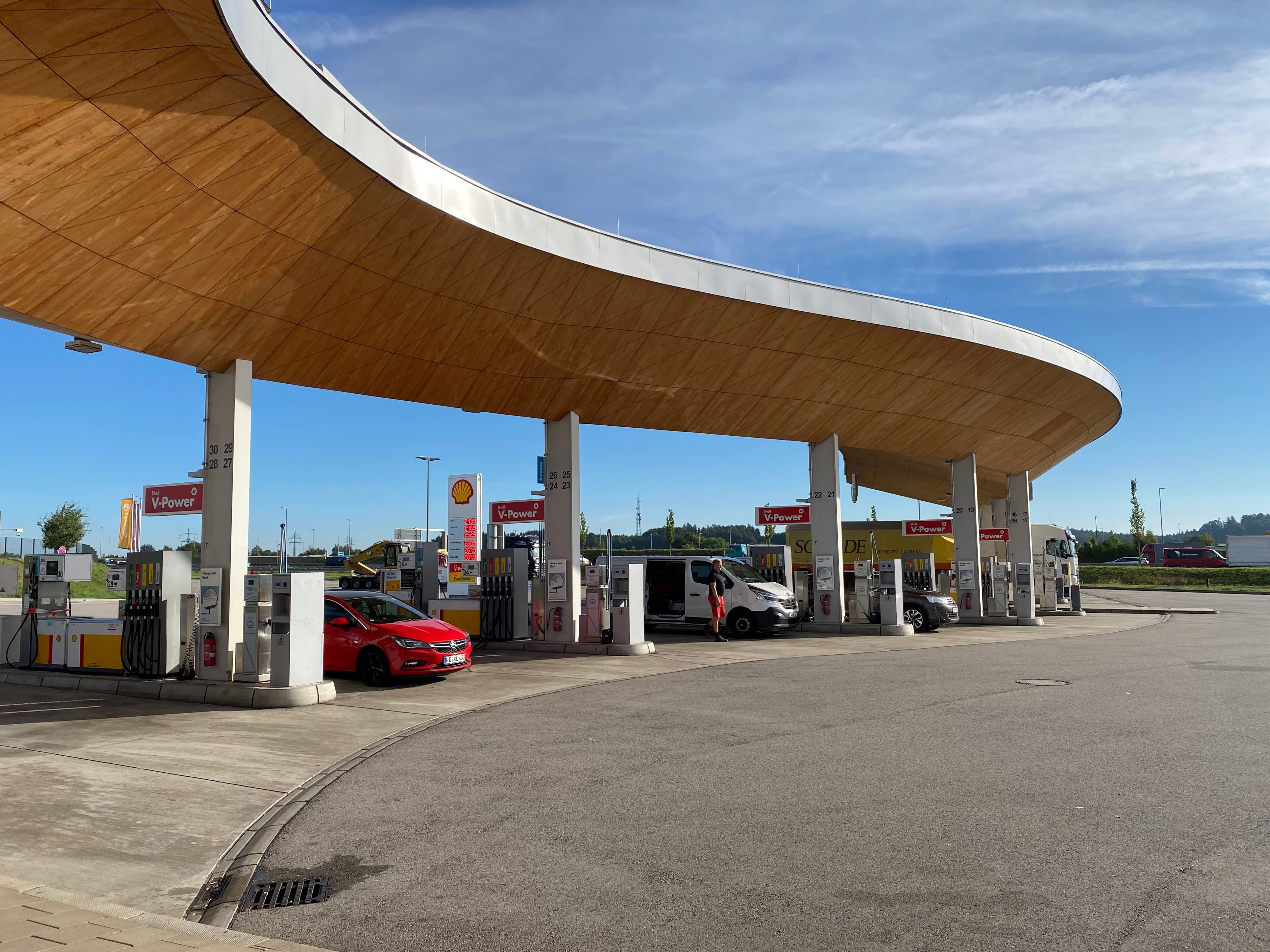
Die Raststätte Fürholzen West an der A 9

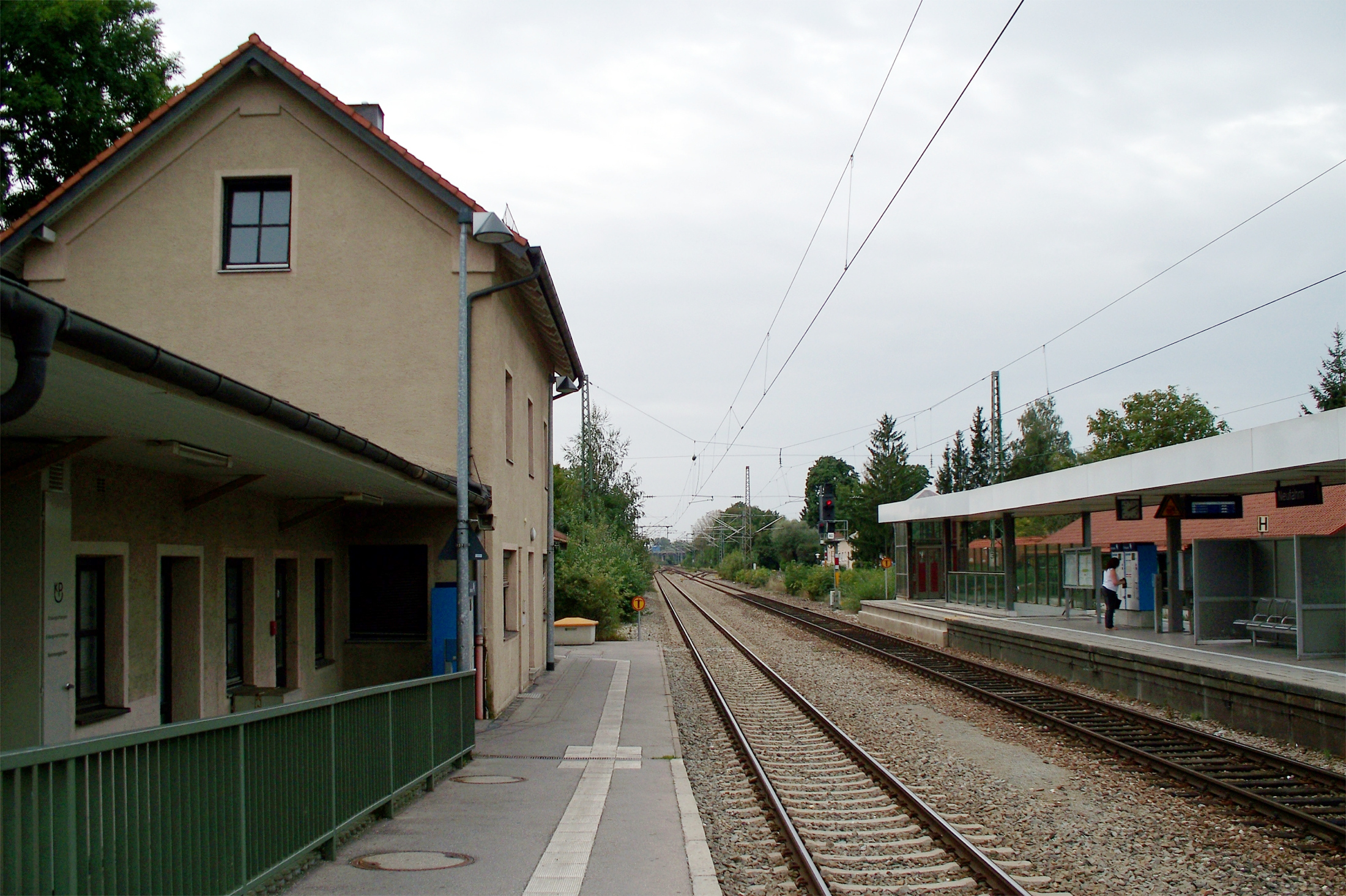
Bahnhof von Neufahrn bei Freising

Westlich des Orts am Autobahnkreuz Neufahrn schneiden sich die Bundesautobahnen 9 (München – Nürnberg) und 92 (München – Deggendorf). Dabei sind die nächstgelegenen Ausfahrten „Eching/Neufahrn“ (A 9), „Eching Ost“ (A 92) und „Freising Süd“ (A 92), die den Gemeindeteil Mintraching (Grüneck) anbindet.
Durch den Ortsteil Mintraching führt die Staatsstraße 2350 (ehemalige Bundesstraße 11).
Der Neufahrner Bahnhof befindet sich an der Bahnstrecke München–Regensburg.
: Neufahrn ist durch die S-Bahn-Linie S 1 des Münchner Verkehrs- und Tarifverbundes (MVV) mit der Landeshauptstadt München, der Kreisstadt Freising und dem Münchner Flughafen verbunden. Die S 1 benötigt vom Münchner Hauptbahnhof zum Bahnhof Neufahrn gute 30 Minuten und besitzt u. a. in den Stationen Feldmoching und Moosach direkten Anschluss an das Münchner U-Bahn-Netz. Die S 1 verkehrt tagsüber zwischen München und dem Flughafen im 20-Minuten-Takt. In Neufahrn spaltet sich der nördliche Abschnitt der S 1 in zwei Äste mit den Endbahnhöfen Freising und Flughafen München.
 : Mit den hier verkehrenden Buslinien 690 und 692 besitzt Neufahrn zudem einen Anschluss an den S-8-Bahnhof Hallbergmoos sowie die Münchner U-Bahn-Linie U 6, wobei die Fahrtzeit vom Gemeindeteil Mintraching/Grüneck zum S-Bahnhof Hallbergmoos lediglich 3 Minuten beträgt. Da S 1, S 8 und U 6 das Münchner Zentrum aus verschiedenen Richtungen anfahren, sind große Teile Münchens in kurzer Zeit erreichbar. Nach einer positiven Machbarkeitsstudie vom Jahr 2008 wird aktuell (im Jahr 2018) wieder eine Verlängerung der U 6 zum S-Bahnhof Neufahrn untersucht, um neben einer verbesserten Flughafen-Anbindung des Münchner Nordens und Verbindung der Universitätsstandorte auch eine Anpassung der Infrastruktur an das zu erwartende Bevölkerungswachstum zu erreichen.
Der internationale Flughafen München befindet sich etwa 10 km östlich im Erdinger Moos.

### Ansässige Unternehmen
Im an Eching angrenzenden Gewerbegebiet sind MAN, Schenker AG, BMW und weitere Firmen mit einzelnen Standorten ansässig. DPD Deutschland hat eine Niederlassung in Neufahrn.

### Bildung
- sieben Kindergärten
- ein Hort
- zwei Mittagsbetreuungen
- vier Schulen: zwei Grundschulen, eine Mittelschule und das Oskar-Maria-Graf-Gymnasium

## Sport und Freizeit
In Neufahrn ist der ehemalige Tennis-Bundesligist TC Blau-Weiß Neufahrn beheimatet. Im Freizeit- und Sportpark östlich von Ort und Bahnstrecke sind der TSV Neufahrn, der FC Neufahrn und das Hallenbad Neufun angesiedelt. Außerdem gibt es seit 2018 die Indoor-Skydive-Anlage FlyStation sowie einen Cineplex-Kino-Komplex mit 16 Sälen, einer Bowling-, Escape-Room und einer Lasertag-Anlage.

## Persönlichkeiten
- Gleb Rahr (1922–2006), exilrussischer Journalist und Kirchenhistoriker, lebte 1975–1980 in Neufahrn.[11]
- Hans-Heinrich Held (1957–2015), Vielseitigkeitsreiter und Landwirt
- Christian Grundner (* 1968), Ultra-Langstreckenläufer, lebt in Neufahrn
- Conny Kreitmeier (* 1971), Sängerin, Musik-Kabarettistin, Entertainerin, Komponistin und Gesangsdozentin